# Heroes del Silencio
A Héroes del Silencio spanyol rockegyüttes volt. 1984-ben alakultak Zaragozában. Az együttes a Rock en español mozgalom egyik legfontosabb alakjának számít. 1996-ban feloszlottak. Énekesük, Enrique Bunbury pedig szóló karrierbe kezdett. 2007-ben újból összeálltak huszadik évfordulójuk ünneplése alkalmából, melynek keretein belül egy 10 koncertből álló világkörüli turnét tartottak.
Hatásaiknak William Blake-et, Charles Baudelaire-t, a Led Zeppelint és a The Cultot jelölték meg. Eleinte "Zumo de Vídrio" volt a nevük, ezt 1985-ben Héroes del Silencio-ra változtatták.

## Tagok
- Enrique Bunbury - ének, akusztikus gitár, harmonika
- Juan Valdivia - gitár
- Joaquin Cardiel - basszusgitár, vokál
- Pedro Andreu - dob

## Korábbi tagok
- Alan Boguslavsky
- Gonzalo Valdivia

## Diszkográfia
- Héroe de Leyenda (EP) (1987)
- El Mar No Cesa (1988)
- Senderos de traición (1990)
- El Espíritu del Vino (1993)
- Avalancha (1995)

## Koncertalbumok
- En Directo (1989)
- Senda '91 (1991)
- Parasiempre (1996)
- El Ruido y la Furia (2005)
- Tour 2007 (2007)
- Live in Germany (2011)[7]

## Válogatáslemezek
- Rarezas (ritkaságokat tartalmazó lemez, 1998)
- Edición del Milenio (négy lemezből álló diszdobozos kiadás, 1999)
- Canciones 1984–1996 (két lemezből álló diszdobozos kiadás, 2000)
- Antología Audiovisual (2004)
- Héroes del Silencio: The Platinum Collection (3 CD, 2 DVD, 2006)